# Never a Dull Moment (álbum)
Never a Dull Moment é o quarto álbum de estúdio do cantor Rod Stewart, lançado em Julho de 1972.

## Faixas

### Lado 1
1. "True Blue" (Stewart, Ronnie Wood) – 3:32
2. "Lost Paraguayos" (Stewart, Ronnie Wood) – 3:57
3. "Mama You Been on My Mind" (Bob Dylan) – 4:29
4. "Italian Girls" (Stewart, Ronnie Wood) – 4:54

### Lado 2
1. "Angel" (Jimi Hendrix) – 4:04
2. "Interludings" (A. Wood) – 0:40
3. "You Wear It Well" (Stewart, Martin Quittenton) – 4:22
4. "I'd Rather Go Blind" (Billy Foster, Ellington Jordon) – 3:53
5. "Twisting the Night Away" (Sam Cooke) – 3:13

## Paradas
| Paradas (1972) | Posição |
| -------------- | ------- |
| Billboard 200  | 2       |

## Créditos
- Rod Stewart - Vocal
- Ronnie Wood - Guitarra, guitarra acústica, baixo
- Ronnie Lane - Baixo
- Micky Waller - Bateria
- Kenny Jones - Bateria
- Ian McLagan - Órgão
- Neemoi Aquaye - Congas
- Pete Sears - Piano, baixo
- Spike Heatley - Baixo
- Dick Powell - Violino
- Martin Quittenton - Guitarra acústica
- Gordon Huntley - Guitarra
- Lindsay Raymond Jackson - Bandolim